# 866 Fatme
866 Fatme, asteroid glavnog pojasa. Otkrio ga je Max Wolf, 25. veljače 1917.

## Vanjske poveznice
- Minor Planet Center